# Râul Geoagiu (Hunedoara)
Râul Geoagiu este un curs de apă, afluent al râului Mureș. 

## Hărți
- Harta județului Hunedoara
- Harta munților Apuseni
- Hunedoara harta[nefuncțională]